# Pofadder
Der Ort Pofadder (früher Theronsville) liegt im Nordwesten der südafrikanischen Provinz Nordkap. Er hatte 2011 etwa 3287 Einwohner und gehört zur Gemeinde Khâi-Ma im Distrikt Namakwa.

## Geographie und Klima
Pofadder liegt 225 km von Upington und 165 km von Springbok entfernt in der südlichen Kalahari. Der Ort wird dabei direkt von der N14 berührt, die ihn westlicherseits mit Springbok und in östlicher Richtung mit Kakamas verbindet. 60 km nördlich des Ortes befindet sich bei Onseepkanz ein Grenzübergang nach Namibia. Pofadder wurde 1050 m über dem Meeresspiegel und inmitten einer zerklüfteten, sehr dünn besiedelten Landschaft angelegt.
Der durchschnittliche jährliche Niederschlag liegt bei 125 mm. Eine Tagestemperatur von 20 °C wird in der Regel über das Jahr hinweg nicht unterschritten, wobei im Sommer Höchstwerte von etwa 47 °C erreicht werden können.

## Geschichte
Vor der Ankunft weißer Siedler wurde die Region um Pofadder von Gruppen der Khoikhoi und San bewohnt. Eine Khoikhoi-Gruppe, die Koranna, ließen sich unter ihrem Führer Klaas Pofadder an einer ergiebigen Quelle an der Stelle des heutigen Ortes nieder. Obwohl die Region um Pofadder durchaus arid ist, betrieben die Nama (im Westen) sowie die Hantam (im Osten) Weidewirtschaft. Mit fortschreitender Trockenzeit musste aber regelmäßig auf die wenigen Wasserstellen ausgewichen werden.
1875 errichtete der Missionar Christian Schröder eine Missionsstation an der Stelle des heutigen Pofadder. Diese Missionsstation wurde von Schröder nach Klaas Pofadder benannt, der wiederum nach dem Afrikaans-Wort für Puffotter benannt worden war. Einige Jahre später, ab 1891, wurden dann erstmals Weidenutzungsrechte an weiße Landwirte vergeben und die ersten weißen Siedler errichteten Farmen in der Gegend. Die Einfuhr von Alkohol blieb zunächst verboten. Der Ort, der um die Missionsstation herum entstand und anfänglich Pofadder genannt wurde, wurde 1918 in Theronsville umbenannt. Er erhielt aber seinen ursprünglichen Namen bald zurück.

## Wirtschaft und Infrastruktur
Trotz einiger Dürreperioden entwickelte sich Pofadder zunehmend zum kommerziellen und kulturellen Zentrum einer sich gut entwickelnden Landwirtschaft in seinem Umland. Diese Rolle nimmt es bis heute ein. Insbesondere gilt dies für die Schafhaltung.
Heute sind die Farmen in der Umgebung von Pofadder meist sehr groß, mit einer Durchschnittsgröße von etwa 8000 Hektar. Seit etwa 1960 nimmt neben der Landwirtschaft aber auch der Bergbau eine wichtige wirtschaftliche Rolle für die Region ein.
Heute leidet Pofadder zunehmend unter Wasserknappheit, weil immer mehr Quellen in der Umgebung versiegen. Derzeit wird Wasser aus dem Fluss Oranje herangezogen, der 49 Kilometer nördlich des Ortes verläuft.
Pofadder liegt an der Fernstraße N14. Ansonsten sind wenige Straßen asphaltiert. Im Ort gibt es ein Café sowie ein Hotel.

## Tourismus und Sehenswürdigkeiten
Der Frühling ist die Blütezeit der Wildblumen, die die Region mit einem Blütenteppich überziehen.
In Pofadder selbst steht ein Denkmal zur Erinnerung an den Durchzug der Voortrekker im Jahr 1938 und in der näheren Umgebung des Ortes wachsen zahlreiche, teils stattliche Köcherbäume. Nicht weit vom Ort entfernt befinden sich der Ritchie-Wasserfall.